# Presidenze di turno del Consiglio dell'Unione europea
La Presidenza del Consiglio dell'Unione europea è esercitata a turno dal governo dei vari Stati membri dell'Unione europea per una durata di sei mesi. Il Paese che detiene la presidenza guida le diverse formazioni settoriali in cui si riunisce il Consiglio dell'Unione europea, che comprende i rappresentanti ministeriali dei 27 governi degli Stati dell'Unione competenti in base agli argomenti in discussione.

## Elenco delle presidenze
Questo l'elenco delle presidenze di turno della CEE prima e dell'Unione europea poi: i sei Stati fondatori dal 1958 detenevano un semestre di presidenza ogni tre anni; nel tempo gli Stati membri sono aumentati progressivamente fino a raggiungere gli attuali ventisette dopo l'uscita del Regno Unito nel 2020.
Dal 1º luglio 2025 la presidenza del Consiglio è detenuta dalla Danimarca, che la eserciterà fino al 31 dicembre dello stesso anno.
| Periodo | Periodo | Trio           | Stato membro                                                                        | Presidente di turno                                        | Ministro degli esteri                               | Sito web                                                           |
| ------- | ------- | -------------- | ----------------------------------------------------------------------------------- | ---------------------------------------------------------- | --------------------------------------------------- | ------------------------------------------------------------------ |
| 1958    | gen‑giu |                | Belgio                                                                              | Achille Van Acker, dal 26 giugno Gaston Eyskens            | Victor Larock                                       |                                                                    |
| 1958    | lug‑dic | Germania Ovest | Konrad Adenauer                                                                     | Heinrich von Brentano                                      |                                                     |                                                                    |
| 1959    | gen-giu | Francia        | René Coty, dall'8 gennaio Charles de Gaulle                                         | Maurice Couve de Murville                                  |                                                     |                                                                    |
| 1959    | lug-dic | Italia         | Antonio Segni                                                                       | Giuseppe Pella                                             |                                                     |                                                                    |
| 1960    | gen-giu | Lussemburgo    | Pierre Werner                                                                       | Eugène Schaus                                              |                                                     |                                                                    |
| 1960    | lug-dic | Paesi Bassi    | Jan de Quay                                                                         | Joseph Luns                                                |                                                     |                                                                    |
| 1961    | gen-giu | Belgio         | Gaston Eyskens, dal 25 aprile Théo Lefèvre                                          | Paul-Henri Spaak                                           |                                                     |                                                                    |
| 1961    | lug-dic | Germania Ovest | Konrad Adenauer                                                                     | Gerhard Schröder                                           |                                                     |                                                                    |
| 1962    | gen-giu | Francia        | Charles de Gaulle                                                                   | Maurice Couve de Murville                                  |                                                     |                                                                    |
| 1962    | lug-dic | Italia         | Amintore Fanfani                                                                    | Emilio Colombo                                             |                                                     |                                                                    |
| 1963    | gen-giu | Lussemburgo    | Pierre Werner                                                                       | Eugène Schaus                                              |                                                     |                                                                    |
| 1963    | lug-dic | Paesi Bassi    | Jan de Quay, dal 24 luglio Victor Marijnen                                          | Joseph Luns                                                |                                                     |                                                                    |
| 1964    | gen-giu | Belgio         | Théo Lefèvre                                                                        | Hendrik Fayat                                              |                                                     |                                                                    |
| 1964    | lug-dic | Germania Ovest | Ludwig Erhard                                                                       | Gerhard Schröder                                           |                                                     |                                                                    |
| 1965    | gen-giu | Francia        | Charles de Gaulle                                                                   | Maurice Couve de Murville                                  |                                                     |                                                                    |
| 1965    | lug-dic | Italia         | Aldo Moro                                                                           | Amintore Fanfani                                           |                                                     |                                                                    |
| 1966    | gen-giu | Lussemburgo    | Pierre Werner                                                                       | Pierre Werner                                              |                                                     |                                                                    |
| 1966    | lug-dic | Paesi Bassi    | Jo Cals, dal 22 novembre Jelle Zijlstra                                             | Barend Biesheuvel                                          |                                                     |                                                                    |
| 1967    | gen-giu | Belgio         | Paul Vanden Boeynants                                                               | Renaat Van Elslande                                        |                                                     |                                                                    |
| 1967    | lug-dic | Germania Ovest | Kurt Georg Kiesinger                                                                | Willy Brandt                                               |                                                     |                                                                    |
| 1968    | gen-giu | Francia        | Charles de Gaulle                                                                   | Maurice Couve de Murville                                  |                                                     |                                                                    |
| 1968    | lug-dic | Italia         | Giovanni Leone, dal 12 dicembre Mariano Rumor                                       | Giuseppe Medici                                            |                                                     |                                                                    |
| 1969    | gen-giu | Lussemburgo    | Pierre Werner                                                                       | Pierre Grégoire                                            |                                                     |                                                                    |
| 1969    | lug-dic | Paesi Bassi    | Piet de Jong                                                                        | Joseph Luns                                                |                                                     |                                                                    |
| 1970    | gen-giu | Belgio         | Gaston Eyskens                                                                      | Pierre Harmel                                              |                                                     |                                                                    |
| 1970    | lug-dic | Germania Ovest | Willy Brandt                                                                        | Walter Scheel                                              |                                                     |                                                                    |
| 1971    | gen-giu | Francia        | Georges Pompidou                                                                    | Maurice Schumann                                           |                                                     |                                                                    |
| 1971    | lug-dic | Italia         | Emilio Colombo                                                                      | Aldo Moro                                                  |                                                     |                                                                    |
| 1972    | gen-giu | Lussemburgo    | Pierre Werner                                                                       | Gaston Thorn                                               |                                                     |                                                                    |
| 1972    | lug-dic | Paesi Bassi    | Barend Biesheuvel                                                                   | Norbert Schmelzer                                          |                                                     |                                                                    |
| 1973    | gen-giu | Belgio         | Gaston Eyskens, dal 26 gennaio Edmond Leburton                                      | Pierre Harmel                                              |                                                     |                                                                    |
| 1973    | lug-dic | Danimarca      | Anker Jørgensen, dal 19 dicembre Poul Hartling                                      | Ivar Nørgaard                                              |                                                     |                                                                    |
| 1974    | gen-giu | Germania Ovest | Willy Brandt, dal 7 maggio al 16 maggio Walter Scheel, dal 16 maggio Helmut Schmidt | Walter Scheel                                              |                                                     |                                                                    |
| 1974    | lug-dic | Francia        | Valéry Giscard d'Estaing                                                            | Jean Sauvagnargues                                         |                                                     |                                                                    |
| 1975    | gen-giu | Irlanda        | Liam Cosgrave                                                                       | Garret Fitzgerald                                          |                                                     |                                                                    |
| 1975    | lug-dic | Italia         | Aldo Moro                                                                           | Mariano Rumor                                              |                                                     |                                                                    |
| 1976    | gen-giu | Lussemburgo    | Gaston Thorn                                                                        | Gaston Thorn                                               |                                                     |                                                                    |
| 1976    | lug-dic | Paesi Bassi    | Joop den Uyl                                                                        | Max van der Stoel                                          |                                                     |                                                                    |
| 1977    | gen-giu | Regno Unito    | James Callaghan                                                                     | Anthony Crosland, poi David Owen                           |                                                     |                                                                    |
| 1977    | lug-dic | Belgio         | Leo Tindemans                                                                       | Henri Simonet                                              |                                                     |                                                                    |
| 1978    | gen-giu | Danimarca      | Anker Jørgensen                                                                     | Knud Børge Andersen                                        |                                                     |                                                                    |
| 1978    | lug-dic | Germania Ovest | Helmut Schmidt                                                                      | Hans-Dietrich Genscher                                     |                                                     |                                                                    |
| 1979    | gen-giu | Francia        | Valéry Giscard d'Estaing                                                            | Jean François-Poncet                                       |                                                     |                                                                    |
| 1979    | lug-dic | Irlanda        | Jack Lynch, dall'11 dicembre Charles Haughey                                        | Michael O'Kennedy                                          |                                                     |                                                                    |
| 1980    | gen-giu | Italia         | Francesco Cossiga                                                                   | Attilio Ruffini                                            |                                                     |                                                                    |
| 1980    | lug-dic | Lussemburgo    | Pierre Werner                                                                       | Colette Flesch                                             |                                                     |                                                                    |
| 1981    | gen-giu | Paesi Bassi    | Dries van Agt                                                                       | Chris van der Klaauw                                       |                                                     |                                                                    |
| 1981    | lug-dic | Regno Unito    | Margaret Thatcher                                                                   | Peter Carrington                                           |                                                     |                                                                    |
| 1982    | gen-giu | Belgio         | Wilfried Martens                                                                    | Leo Tindemans                                              |                                                     |                                                                    |
| 1982    | lug-dic | Danimarca      | Anker Jørgensen, dal 10 settembre Poul Schlüter                                     | Uffe Ellemann-Jensen                                       |                                                     |                                                                    |
| 1983    | gen-giu | Germania Ovest | Helmut Kohl                                                                         | Hans-Dietrich Genscher                                     |                                                     |                                                                    |
| 1983    | lug-dic | Grecia         | Andreas Papandreou                                                                  | Grigoris Varfis                                            |                                                     |                                                                    |
| 1984    | gen-giu | Francia        | François Mitterrand                                                                 | Roland Dumas                                               |                                                     |                                                                    |
| 1984    | lug-dic | Irlanda        | Garret FitzGerald                                                                   | Peter Barry                                                |                                                     |                                                                    |
| 1985    | gen-giu | Italia         | Bettino Craxi                                                                       | Giulio Andreotti                                           |                                                     |                                                                    |
| 1985    | lug-dic | Lussemburgo    | Jacques Santer                                                                      | Jacques Poos                                               |                                                     |                                                                    |
| 1986    | gen-giu | Paesi Bassi    | Ruud Lubbers                                                                        | Hans van den Broek                                         |                                                     |                                                                    |
| 1986    | lug-dic | Regno Unito    | Margaret Thatcher                                                                   | Geoffrey Howe                                              |                                                     |                                                                    |
| 1987    | gen-giu | Belgio         | Wilfried Martens                                                                    | Leo Tindemans                                              |                                                     |                                                                    |
| 1987    | lug-dic | Danimarca      | Poul Schlüter                                                                       | Uffe Ellemann-Jensen                                       |                                                     |                                                                    |
| 1988    | gen-giu | Germania Ovest | Helmut Kohl                                                                         | Hans-Dietrich Genscher                                     |                                                     |                                                                    |
| 1988    | lug-dic | Grecia         | Andreas Papandreou                                                                  | Theodoros Pangalos                                         |                                                     |                                                                    |
| 1989    | gen-giu | Spagna         | Felipe González                                                                     | Francisco Fernández Ordóñez                                |                                                     |                                                                    |
| 1989    | lug-dic | Francia        | François Mitterrand                                                                 | Roland Dumas                                               |                                                     |                                                                    |
| 1990    | gen-giu | Irlanda        | Charles Haughey                                                                     | Gerard Collins                                             |                                                     |                                                                    |
| 1990    | lug-dic | Italia         | Giulio Andreotti                                                                    | Gianni De Michelis                                         |                                                     |                                                                    |
| 1991    | gen-giu | Lussemburgo    | Jacques Santer                                                                      | Jacques Poos                                               |                                                     |                                                                    |
| 1991    | lug-dic | Paesi Bassi    | Ruud Lubbers                                                                        | Hans van den Broek                                         |                                                     |                                                                    |
| 1992    | gen-giu | Portogallo     | Aníbal Cavaco Silva                                                                 | João de Deus Pinheiro                                      |                                                     |                                                                    |
| 1992    | lug-dic | Regno Unito    | John Major                                                                          | Douglas Hurd                                               |                                                     |                                                                    |
| 1993    | gen-giu | Danimarca      | Poul Schlüter, dal 25 gennaio Poul Nyrup Rasmussen                                  | Uffe Ellemann-Jensen, dal 25 gennaio Niels Helveg Petersen |                                                     |                                                                    |
| 1993    | lug-dic | Belgio         | Jean-Luc Dehaene                                                                    | Willy Claes                                                |                                                     |                                                                    |
| 1994    | gen-giu | Grecia         | Andreas Papandreou                                                                  | Karolos Papoulias                                          |                                                     |                                                                    |
| 1994    | lug-dic | Germania       | Helmut Kohl                                                                         | Klaus Kinkel                                               |                                                     |                                                                    |
| 1995    | gen-giu | Francia        | François Mitterrand, dal 17 maggio Jacques Chirac                                   | Alain Juppé, dal 17 maggio Hervé de Charette               |                                                     |                                                                    |
| 1995    | lug-dic | Spagna         | Felipe González                                                                     | Javier Solana                                              |                                                     |                                                                    |
| 1996    | gen-giu | Italia         | Lamberto Dini, dal 18 maggio Romano Prodi                                           | Susanna Agnelli, dal 18 maggio Lamberto Dini               |                                                     |                                                                    |
| 1996    | lug-dic | Irlanda        | John Bruton                                                                         | Dick Spring                                                |                                                     |                                                                    |
| 1997    | gen-giu | Paesi Bassi    | Wim Kok                                                                             | Hans van Mierlo                                            |                                                     |                                                                    |
| 1997    | lug-dic | Lussemburgo    | Jean-Claude Juncker                                                                 | Jacques Poos                                               |                                                     |                                                                    |
| 1998    | gen-giu | Regno Unito    | Tony Blair                                                                          | Robin Cook                                                 | presid.fco.gov.uk                                   |                                                                    |
| 1998    | lug-dic | Austria        | Viktor Klima                                                                        | Wolfgang Schüssel                                          | presidency.gv.at                                    |                                                                    |
| 1999    | gen-giu | Germania       | Gerhard Schröder                                                                    | Joschka Fischer                                            |                                                     |                                                                    |
| 1999    | lug-dic | Finlandia      | Paavo Lipponen                                                                      | Tarja Halonen                                              | presidency.finland.fi                               |                                                                    |
| 2000    | gen-giu | Portogallo     | António Guterres                                                                    | Jaime Gama                                                 |                                                     |                                                                    |
| 2000    | lug-dic | Francia        | Lionel Jospin                                                                       | Hubert Védrine                                             |                                                     |                                                                    |
| 2001    | gen-giu | Svezia         | Göran Persson                                                                       | Anna Lindh                                                 | eu2001.se                                           |                                                                    |
| 2001    | lug-dic | Belgio         | Guy Verhofstadt                                                                     | Louis Michel                                               | eu2001.be                                           |                                                                    |
| 2002    | gen-giu | Spagna         | José María Aznar                                                                    | Josep Piqué i Camps                                        | ue2002.es                                           |                                                                    |
| 2002    | lug-dic | Danimarca      | Anders Fogh Rasmussen                                                               | Per Stig Møller                                            | eu2002.dk                                           |                                                                    |
| 2003    | gen-giu | Grecia         | Kōstas Simitīs                                                                      | Giōrgos Papandreou                                         | http://eu2003.gr/                                   |                                                                    |
| 2003    | lug-dic | Italia         | Silvio Berlusconi                                                                   | Franco Frattini                                            | eu2003.it                                           |                                                                    |
| 2004    | gen-giu | Irlanda        | Bertie Ahern                                                                        | Brian Cowen                                                | eu2004.ie                                           |                                                                    |
| 2004    | lug-dic | Paesi Bassi    | Jan Peter Balkenende                                                                | Bernard Bot                                                | eu2004.nl                                           |                                                                    |
| 2005    | gen-giu | Lussemburgo    | Jean-Claude Juncker                                                                 | Jean Asselborn                                             | eu2005.lu                                           |                                                                    |
| 2005    | lug-dic | Regno Unito    | Tony Blair                                                                          | Jack Straw                                                 | eu2005.gov.uk                                       |                                                                    |
| 2006    | gen-giu | Austria        | Wolfgang Schüssel                                                                   | Ursula Plassnik                                            | eu2006.at                                           |                                                                    |
| 2006    | lug-dic | Finlandia      | Matti Vanhanen                                                                      | Erkki Tuomioja                                             | eu2006.fi                                           |                                                                    |
| 2007    | gen-giu | T1             | Germania                                                                            | Angela Merkel                                              | Frank-Walter Steinmeier                             | eu2007.de                                                          |
| 2007    | lug-dic | T1             | Portogallo                                                                          | José Sócrates                                              | Luís Amado                                          | eu2007.pt                                                          |
| 2008    | gen-giu | T1             | Slovenia                                                                            | Janez Janša                                                | Dimitrij Rupel                                      | eu2008.si                                                          |
| 2008    | lug-dic | T2             | Francia                                                                             | Nicolas Sarkozy                                            | Bernard Kouchner                                    | ue2008.fr                                                          |
| 2009    | gen-giu | T2             | Repubblica Ceca                                                                     | Mirek Topolánek, dal 9 maggio Jan Fischer                  | Karel Schwarzenberg, dal 9 maggio Jan Kohout        | eu2009.cz                                                          |
| 2009    | lug-dic | T2             | Svezia                                                                              | Fredrik Reinfeldt                                          | Carl Bildt                                          | se2009.eu                                                          |
| 2010    | gen-giu | T3             | Spagna                                                                              | José Luis Rodríguez Zapatero                               | Miguel Ángel Moratinos                              | eu2010.es eutrio.es                                                |
| 2010    | lug-dic | T3             | Belgio                                                                              | Yves Leterme                                               | Steven Vanackere                                    | eutrio.be                                                          |
| 2011    | gen-giu | T3             | Ungheria                                                                            | Viktor Orbán                                               | János Martonyi                                      | eutrio.hu eu2011.hu                                                |
| 2011    | lug-dic | T4             | Polonia                                                                             | Donald Tusk                                                | Radosław Sikorski                                   | pl2011.eu Archiviato il 25 giugno 2018 in Internet Archive.        |
| 2012    | gen-giu | T4             | Danimarca                                                                           | Helle Thorning-Schmidt                                     | Villy Søvndal                                       | eu2012.dk                                                          |
| 2012    | lug-dic | T4             | Cipro                                                                               | Dīmītrīs Christofias                                       | Erato Kozakou-Marcoullis                            | www.cy2012eu.gov.cy                                                |
| 2013    | gen-giu | T5             | Irlanda                                                                             | Enda Kenny                                                 | Eamon Gilmore                                       | eu2013.ie Archiviato l'11 novembre 2020 in Internet Archive.       |
| 2013    | lug-dic | T5             | Lituania                                                                            | Dalia Grybauskaitė                                         | Linas Linkevičius                                   | eu2013.lt                                                          |
| 2014    | gen-giu | T5             | Grecia                                                                              | Antōnīs Samaras                                            | Evangelos Venizelos                                 | gr2014.eu                                                          |
| 2014    | lug-dic | T6             | Italia                                                                              | Matteo Renzi                                               | Federica Mogherini, dal 31 ottobre Paolo Gentiloni  | italia2014.eu Archiviato il 23 giugno 2014 in Internet Archive.    |
| 2015    | gen-giu | T6             | Lettonia                                                                            | Laimdota Straujuma                                         | Edgars Rinkēvičs                                    | [ collegamento interrotto ]                                        |
| 2015    | lug-dic | T6             | Lussemburgo                                                                         | Xavier Bettel                                              | Jean Asselborn                                      | eu2015lu.eu                                                        |
| 2016    | gen-giu | T7             | Paesi Bassi                                                                         | Mark Rutte                                                 | Bert Koenders                                       | eu2016.nl Archiviato il 5 luglio 2016 in Internet Archive.         |
| 2016    | lug-dic | T7             | Slovacchia                                                                          | Robert Fico                                                | Miroslav Lajčák                                     | eu2016.sk                                                          |
| 2017    | gen-giu | T7             | Malta                                                                               | Joseph Muscat                                              | George William Vella, dal 9 giugno Carmelo Abela    | eu2017.mt                                                          |
| 2017    | lug-dic | T8             | Estonia                                                                             | Jüri Ratas                                                 | Sven Mikser                                         | eu2017.ee                                                          |
| 2018    | gen-giu | T8             | Bulgaria                                                                            | Bojko Borisov                                              | Ekaterina Zaharieva                                 | eu2018bg.bg Archiviato l'11 dicembre 2017 in Internet Archive.     |
| 2018    | lug-dic | T8             | Austria                                                                             | Sebastian Kurz                                             | Karin Kneissl                                       | eu2018.at                                                          |
| 2019    | gen-giu | T9             | Romania                                                                             | Klaus Iohannis                                             | Teodor Meleșcanu                                    | romania2019.eu                                                     |
| 2019    | lug-dic | T9             | Finlandia                                                                           | Antti Rinne, dal 10 dicembre Sanna Marin                   | Pekka Haavisto                                      | eu2019.fi                                                          |
| 2020    | gen-giu | T9             | Croazia                                                                             | Andrej Plenković                                           | Gordan Grlić-Radman                                 | eu2020.hr                                                          |
| 2020    | lug-dic | T1             | Germania                                                                            | Angela Merkel                                              | Heiko Maas                                          | eu2020.de                                                          |
| 2021    | gen-giu | T1             | Portogallo                                                                          | António Costa                                              | Augusto Santos Silva                                | 2021portugal.eu Archiviato il 1º gennaio 2021 in Internet Archive. |
| 2021    | lug-dic | T1             | Slovenia                                                                            | Janez Janša                                                | Anže Logar                                          | si2021.eu                                                          |
| 2022    | gen-giu | T2             | Francia                                                                             | Emmanuel Macron                                            | Jean-Yves Le Drian, dal 20 maggio Catherine Colonna | presidence-francaise.eu                                            |
| 2022    | lug-dic | T2             | Repubblica Ceca                                                                     | Petr Fiala                                                 | Jan Lipavský                                        | czech-presidency.eu                                                |
| 2023    | gen-giu | T2             | Svezia                                                                              | Ulf Kristersson                                            | Tobias Billström                                    | swedish-presidency.eu                                              |
| 2023    | lug-dic | T3             | Spagna                                                                              | Pedro Sánchez                                              | José Manuel Albares                                 | spanish-presidency.eu                                              |
| 2024    | gen-giu | T3             | Belgio                                                                              | Alexander De Croo                                          | Hadja Lahbib                                        | belgium24.eu                                                       |
| 2024    | lug-dic | T3             | Ungheria                                                                            | Viktor Orbán                                               | Péter Szijjártó                                     | hungarian-presidency.eu                                            |
| 2025    | gen-giu | T4             | Polonia                                                                             | Donald Tusk                                                | Radosław Sikorski                                   | polish-presidency.eu                                               |
| 2025    | lug-dic | T4             | Danimarca                                                                           | Mette Frederiksen                                          | Lars Løkke Rasmussen                                | danish-presidency.eu                                               |
| 2026    | gen-giu | T4             | Cipro                                                                               | n.d.                                                       | n.d.                                                | n.d.                                                               |
| 2026    | lug-dic | T5             | Irlanda                                                                             | n.d.                                                       | n.d.                                                | n.d.                                                               |
| 2027    | gen-giu | T5             | Lituania                                                                            | n.d.                                                       | n.d.                                                | n.d.                                                               |
| 2027    | lug-dic | T5             | Grecia                                                                              | n.d.                                                       | n.d.                                                | n.d.                                                               |
| 2028    | gen-giu | T6             | Italia                                                                              | n.d.                                                       | n.d.                                                | n.d.                                                               |
| 2028    | lug-dic | T6             | Lettonia                                                                            | n.d.                                                       | n.d.                                                | n.d.                                                               |
| 2029    | gen-giu | T6             | Lussemburgo                                                                         | n.d.                                                       | n.d.                                                | n.d.                                                               |
| 2029    | lug-dic | T7             | Paesi Bassi                                                                         | n.d.                                                       | n.d.                                                | n.d.                                                               |
| 2030    | gen-giu | T7             | Slovacchia                                                                          | n.d.                                                       | n.d.                                                | n.d.                                                               |
| 2030    | lug-dic | T7             | Malta                                                                               | n.d.                                                       | n.d.                                                | n.d.                                                               |